# Нижнегорская
Нижнегорская (укр. Нижньогірська; до 1952 — Сейтлер) — грузопассажирская железнодорожная станция Крымской железной дороги в Крыму. Названа по одноимённому посёлку городского типа, в котором расположена.

## История
Открыта в 1892 году в составе участка Джанкой — Феодосия. Современное название получила в 1952 году в ходе кампании по устранению крымскотатарских названий в Крыму.